# Basílio de Magalhães
Basílio de Magalhães (Barroso, termo da cidade de Barbacena, 1 de junho de 1874 – Lambari, 14 de dezembro de 1957), foi um historiador, político, folclorista e professor brasileiro.

## Vida e carreira
Basílio de Magalhães nasceu em 1.º de junho de 1874 em terras que meses depois formariam a Freguesia de Barroso, na época termo da cidade de Barbacena. Era filho de Antônio Inácio Raposo e de Francisca de Jesus. Há indícios de que Basílio seria filho de Ladislau Artur de Magalhães, que foi seu padrinho de batismo e de Francisca de Jesus, que era serviçal na fazenda Venda Grande, como o seu marido. Ladislau era casado com Belizandra Augusta de Meireles, membros da elite local.

### Formação e atuação
Basílio de Magalhães estudou na escola João dos Santos, em São João del-Rei, desde a infância. Com 15 anos de idade, em 1889, começou a trabalhar como tipógrafo no jornal "Gazeta Mineira" e depois também como auxiliar de redação. Devido à posição reacionária da "Gazeta Mineira", ele se afastou e foi trabalhar no jornal "Pátria Mineira", de ideais republicanos. Até 1894 Basílio de Magalhães foi tipógrafo, paginador, revisor e auxiliar de redação do jornal. Concomitantemente, ele também fundou e manteve o pequeno jornal "A locomotiva".
Formou-se em engenharia pela Escola de Minas de Ouro Preto. Mais tarde tornou-se professor de História, primeiro em São Paulo, depois no Rio de Janeiro, tornou-se o 27º diretor do então Instituto de Educação do Rio de Janeiro.
No biênio de 1917–1918, foi Diretor Interino da Biblioteca Nacional. No ano de 1919, voltou para São João del-Rei e se deparou com uma prática política conservadora e contrária à sua postura e a seus ideais liberais e lá se insurgiu contra a política dominante.
Ingressou na política em São João del-Rei, sendo eleito para o Senado Mineiro em 1922. Sua trajetória política terminou com a Revolução de 1930, quando exilou-se no Rio de Janeiro. A partir de então dedicou-se ao magistério e ao jornalismo, tendo colaborado em publicações periódicas como a revista Atlântida. Reassumiu suas funções na Escola Normal do Distrito Federal e foi convidado pelo Ministério das Relações Exteriores a examinar candidatos à carreira diplomática no Instituto Rio Branco.
Em 1935 Basílio de Magalhães foi reconhecido como historiador emérito. Sua monografia foi vencedora do "Prêmio Pedro II", ampliada e refundida, passando a se chamar "Expansão Geográfica do Brasil Colonial". Foi ainda o primeiro autor a dar profundidade erudita nos estudos folclorísticos, com a obra Folk-lore no Brasil, de 1928.
Basílio de Magalhães foi autor de cerca de cem obras, era poliglota e pertenceu a 26 associações culturais, sendo 17 brasileiras e 9 estrangeiras. Sua biblioteca chegou a possuir cerca de 27 mil volumes.

### Trajetória política
Em 1922 foi eleito para o Senado Estadual Mineiro e, em 1923, Presidente da Câmara de Vereadores de São João del-Rei, exercendo cumulativamente o cargo de Agente Executivo Municipal, equivalente ao atual cargo de prefeito. Em 1924 elegeu-se Deputado Federal e foi reeleito para o mesmo cargo no ano de 1927. Dois de seus projetos foram as proposta de voto secreto e obrigatório e a extensão do direito de voto às mulheres.
Pouco antes da Revolução de 1930 opôs-se à candidatura de Getúlio Vargas à Presidência da República. Basílio fazia parte da corrente política liderada por Raul Soares e foi por ele apoiado nas eleições em que foi vitorioso. Com a morte de Raul Soares Basílio passou a ser apoiado por Artur Bernardes. Porém, este apoiou a candidatura de Getúlio Vargas, à qual Basílio fez oposição.

### Legados
Em 1952 o então Governador Juscelino Kubitschek, sabedor do estado de penúria em que vivia o historiador, encaminhou uma mensagem à Assembleia Legislativa de Minas Gerais propondo uma pensão mensal de cinco mil cruzeiros ao escritor, como pagamento para que Basílio anotasse e comentasse as Efemérides Mineiras, de José Pedro Xavier da Veiga. Basílio não mais tinha força física para tal tarefa, e por isso não aceitou o encargo nem a pensão.[carece de fontes?]

### Obras
- Expansão geográfica do Brasil colonial[12]
- Viagem pelo Amazonas e rio Negro, 1939. (Prefácio da 1ª edição)[13]
- O café na história, no folclore e nas belas-artes, 1939.[14]
- Estudos de História do Brasil, 1940.[15]

## Morte
Basílio de Magalhães faleceu aos 83 anos de idade, em 14 de dezembro de 1957 na cidade de Lambari, vítima de hemorragia cerebral.

## Homenagens
Em 1900 foi eleito membro do Instituto Histórico e Geográfico Brasileiro, da Academia Paulista de Letras e Academia Mineira de Letras. Basílio é patrono da cadeira 20 do Instituto Histórico e Geográfico de São João del-Rei, e patrono da cadeira 7 da Academia de Letras de São João del-Rei. Além disso, Câmara Cascudo dedicou-lhe um verbete no Dicionário do Folclore Brasileiro. O Salão Nobre da Prefeitura de São João del-Rei foi nomeado em sua homenagem, local onde funcionou por muitos anos o plenário da Câmara Municipal do município e onde ele exerceu as funções de presidente.
Na cidade de Nazareno há uma escola denominada Escola Estadual Professor Basílio de Magalhães.